# Les Chansons de M. Eddy
Les Chansons de M. Eddy est un album collectif de bande dessinée constitué de récits courts adaptant 18 chansons d'Eddy Mitchell.

## Historique
Réalisé par différents dessinateurs sous la coordination de Christophe Arleston, l'album est publié par Soleil Productions en 2003. En janvier 2004, invité par Mourad Boudjellal, le patron des éditions Soleil, Eddy Mitchell est présent au Festival d'Angoulême 2004 pour faire la promo et pour dédicacer son album,. L'album étant rapidement épuisé peu après sa sortie, l'éditeur réimprime un second tirage.

## Chansons et illustrateurs
1. C’est pas ta journée par Benoît Springer
2. Lèche-bottes blues par John-Simon Loche
3. J’aime les interdits par Éric Hérenguel
4. Happy birthday Rock’n’roll par Olivier Vatine
5. Pas de boogie-woogie par Maëster
6. Vieille Canaille par Félix Meynet
7. Au bar du Lutétia par Frank Le Gall
8. Couleur menthe à l’eau par Dany
9. Dans la peau d’une autre par Alberto Varanda
10. Y’a danger ! par Griffo
11. Un portrait de Norman Rockwell par Mathieu Lauffray
12. Rio Grande par Philippe Buchet
13. Le Cimetière des éléphants par Nicolas Keramidas
14. Décrocher les étoiles par André Taymans
15. Nashville ou Belleville par Jean-Claude Mézières
16. La Dernière Séance par Christian Rossi
17. Le monde est trop petit par Adrien Floch
18. Sur la route ’66 par Michel Blanc-Dumont